# 马克·格兰诺维特
马克·格兰诺维特（Mark Granovetter，1943年10月20日—），美国社会学家，斯坦福大学教授。格兰诺维特是论文被引用最多的学者之一，根据 Web of Science 的数据，社会学论文被引数排名第一和第三的文章皆出自格兰诺维特之手。格兰诺维特因为对社会网络和经济社会学的研究而成名。其最著名成就是1974年提出的弱连接理论：与自己频繁接触的亲朋好友之间是一种“强连接”，通过这种连接获取到的往往是同质性的信息；但社会上更为广泛的是一种并不深入的人际关系，这种弱关系能够使个体获得通过强关系无法获取到的信息，从而在工作和事业上、在信息的扩散上起到决定作用。

## 生平
格兰诺维特1965年在普林斯顿大学获美国和欧洲当代史学士学位，1970年在哈佛大学（1970）获社会学博士学位。在哈佛学习期间，师从哈里森·怀特。他在斯坦福大学社会学系、西北大学、纽约州立大学石溪分校和约翰斯·霍普金斯大学做过教授。

## 主要思想

### 弱关系的力量
格兰诺维特“弱关系的力量”一文影响深远，截至2016年3月，在谷歌学术上大概有45000个引用。1969年，格兰诺维特将这篇文章提交给美国社会学评论，但是被拒稿。最终，这篇具有开创性的论文于1973年在美国社会学期刊发表，成为社会科学领域被引最多的论文。弱关系与强关系不同，可以为个体带来更多异质性的信息，从而可以为个体带来竞争优势。这一概念和发现随后出版在专著《找工作》（Getting A Job）中。这部专著是格兰诺维特在哈佛大学社会关系系的博士论文《换工作：一个郊区的信息流动渠道》（"Changing Jobs: Channels of Mobility Information in a Suburban Population"）的基础上改编的。

### 经济社会学：嵌入性
在经济社会学领域，自从格兰诺维特于1985年发表了“经济行为与社会结构：嵌入性问题”（Economic Action and Social Structure: The Problem of Embeddedness）一文后，他就成为“新经济社会学”的领军人物。这篇论文提出了“嵌入性”（Embeddedness）的概念，即，个体或公司的经济关系总是嵌入在社会网络之中，不存在一个抽象的理想市场。嵌入性的概念最初是卡尔·波兰尼在《大转型》一书中提出来的，意思是所有的经济活动都是嵌入在社会关系和制度之中。

### 引爆点
格兰诺维特研究过风潮如何兴起的模型。想象一群人，每一个人是否参与骚乱都取决于其他人如何行动。煽动者无论如何都会参与，而其他人则要看到足够的其他参与者才会参与。假设这个阈值服从某一概率分布。最终是否有骚乱发生可能会因初始条件细微的差别而有巨大差异。这一集体行为的阈值模型最初是托马斯·谢林提出的，经由马尔科姆·格拉德威尔的著作《引爆流行》而为大众所熟知。

## 代表性论文
- . Cambridge, Mass: Harvard University. 1974. ISBN 978-0-674-35416-6.
- Granovetter, M. . American Journal of Sociology. 1978, 83 (6): 1420–1443. JSTOR 2778111. doi:10.1086/226707.
- Granovetter, M. . Sociological Theory. 1983, 1: 201–233. JSTOR 202051. doi:10.2307/202051.

- Reprinted in Marsden, Peter V.; Lin, Nan (编). . Sage. 1982. ISBN 978-0-8039-1888-7.
- Granovetter, M. . American Journal of Sociology. 1985, 91 (3): 481–510. JSTOR 2780199. doi:10.1086/228311.
- Nohria, Nitin; Eccles, Robert (编). . . Boston, Mass: Harvard Business School. 1992. ISBN 978-0-87584-324-7.
- Granovetter, M. . Journal of Economic Perspectives. 2005, 19: 33–50. doi:10.1257/0895330053147958.